# X Cumbre Iberoamericana
La Décima Cumbre Iberoamericana de Jefes de Estado y de Gobierno de los 21 países pertenecientes, se realizó en la capital de Panamá entre los días 17 y 18 de noviembre de 2000. El tema central de la Cumbre fue la situación de la infancia y la adolescencia y cómo enfrentar solidariamente los problemas que las afectan. La Declaración de Panamá, tenía como título: "Unidos por la Niñez y la Adolescencia, Base de la Justicia y la Equidad en el Nuevo Milenio".
La SECIB se encargará de elaborar una Agenda Iberoamericana para la Niñez y la Adolescencia, que refleje las prioridades identificadas y la posición común de las naciones iberoamericanas, teniendo presente los resultados alcanzados en la X Cumbre y en la II Conferencia de Ministras, Ministros y Altos Responsables de la Infancia y la Adolescencia. 

## Participantes

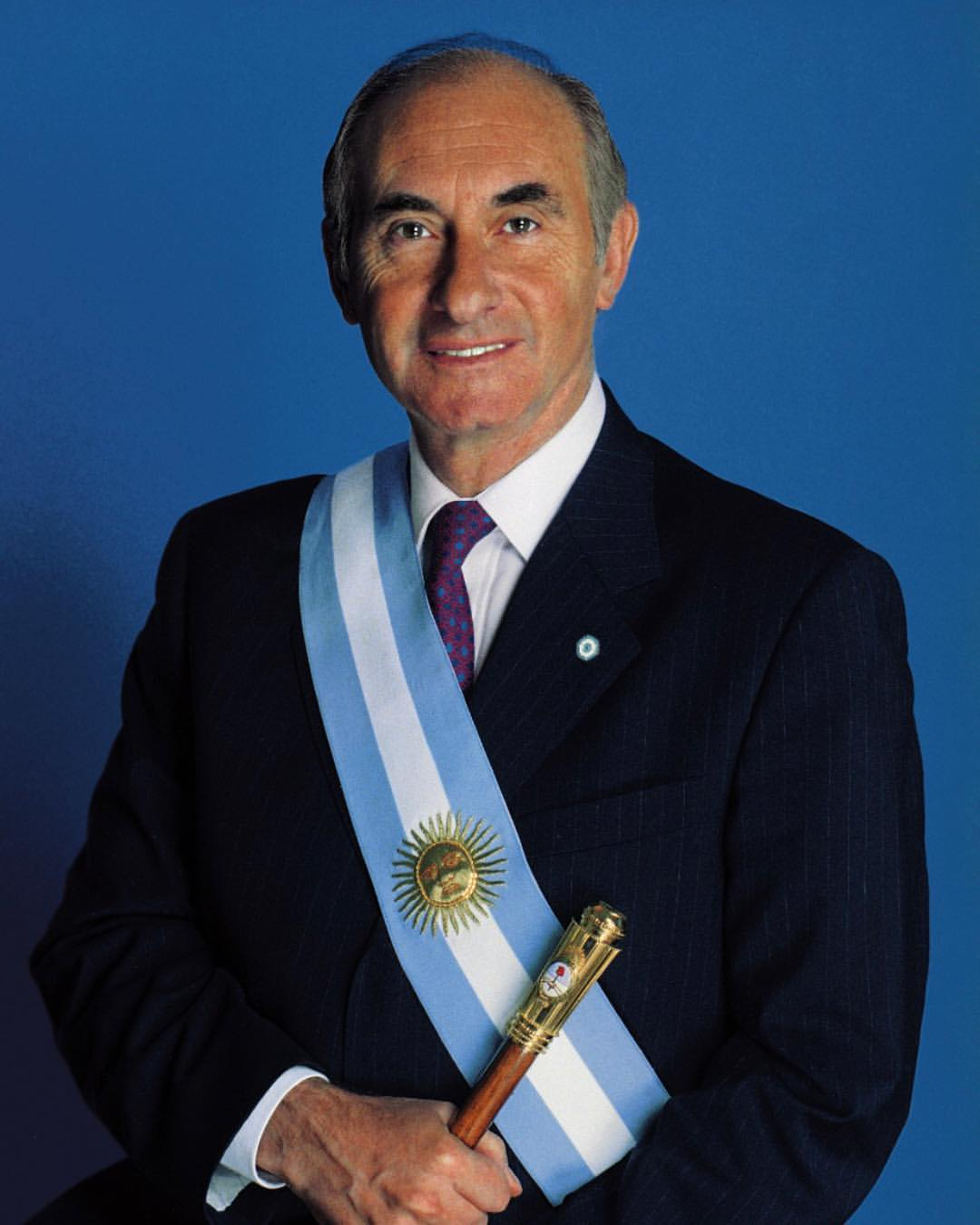
ARG Fernando de la Rúa, Presidente
BOL Hugo Banzer Suárez, Presidente
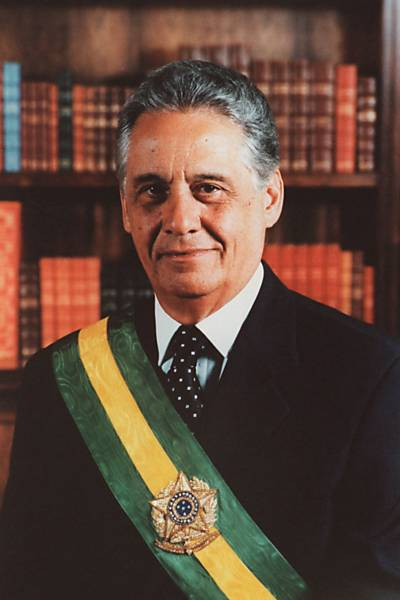
BRA Fernando Henrique Cardoso, Presidente
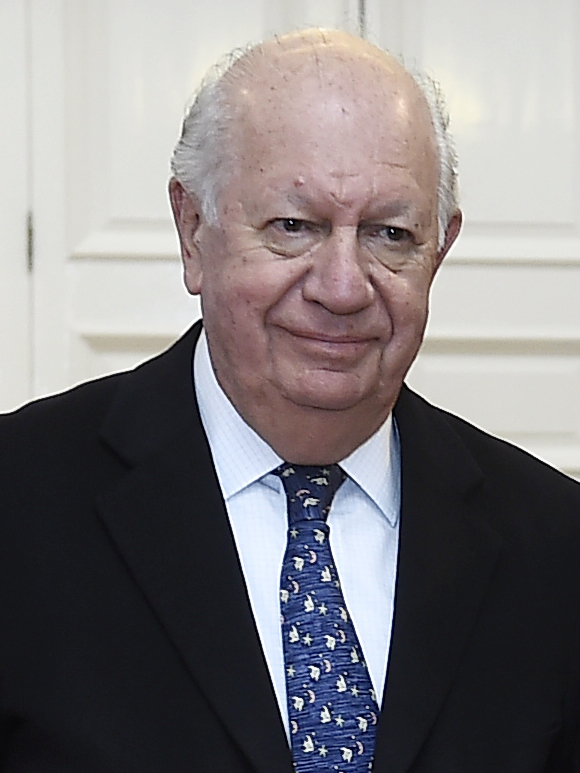
CHI Ricardo Lagos, Presidente
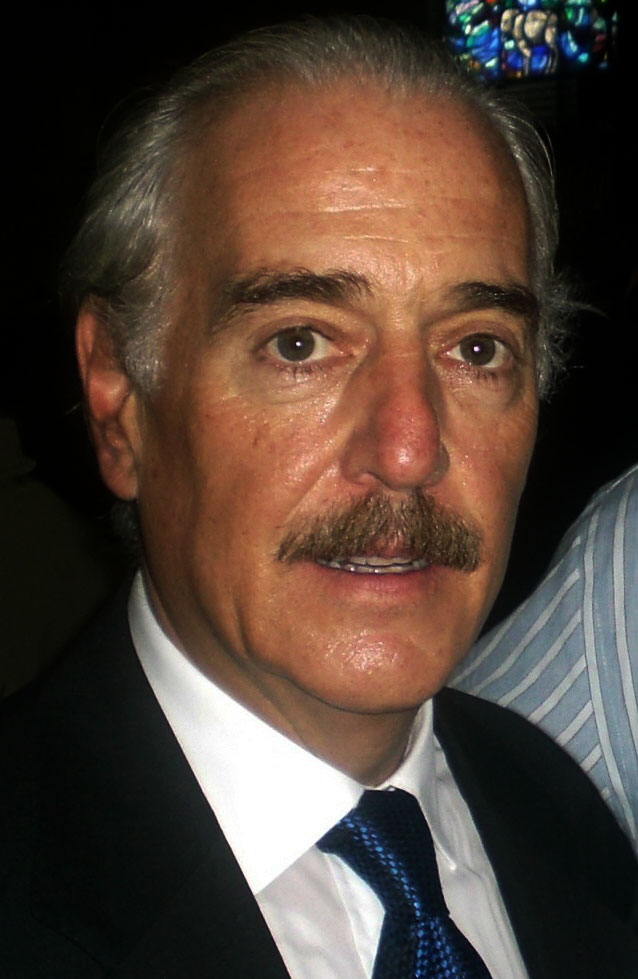
COL Andrés Pastrana, Presidente
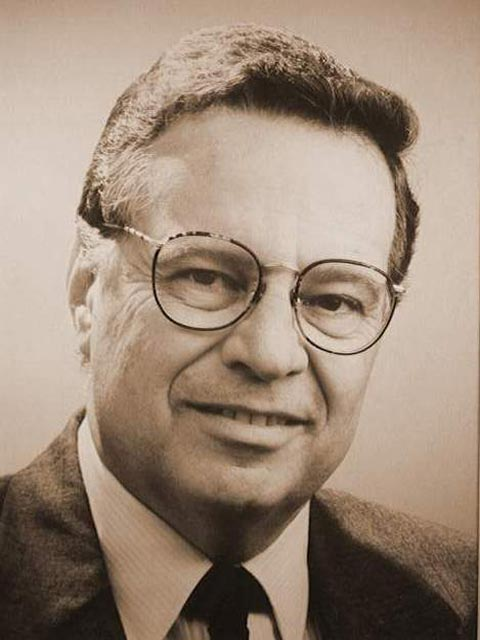
CRI Miguel Ángel Rodríguez, Presidente
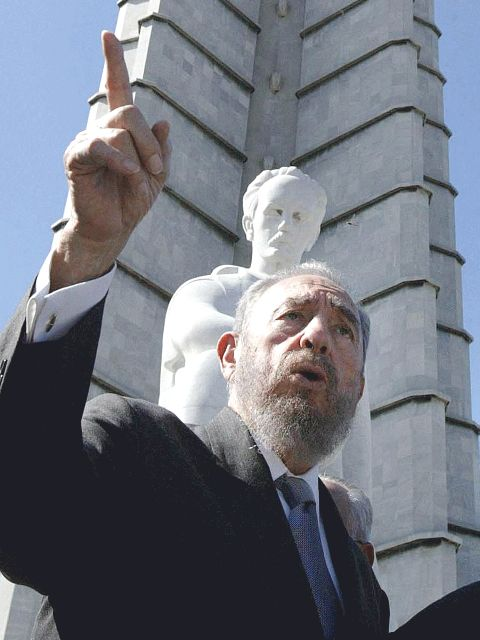
CUB Fidel Castro, Presidente
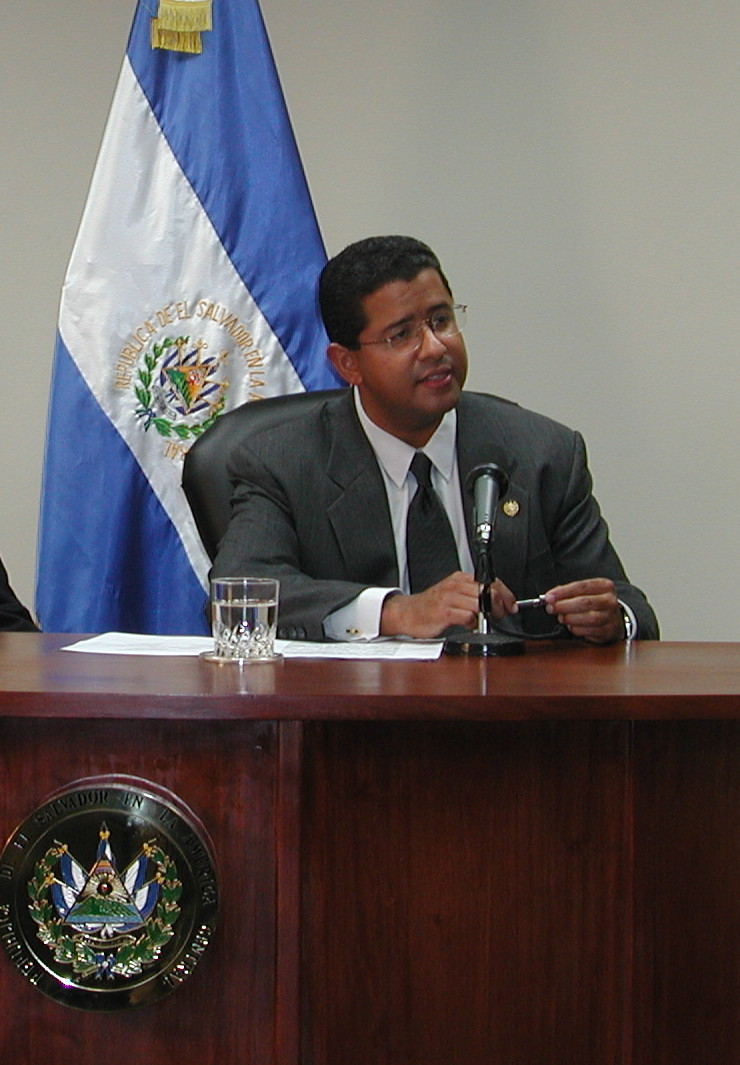
SLV Francisco Flores, Presidente
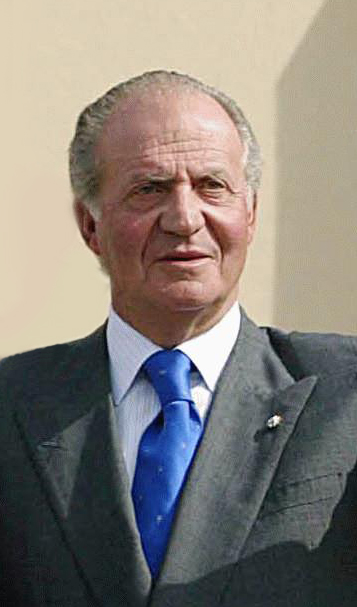
ESP Juan Carlos I, Rey
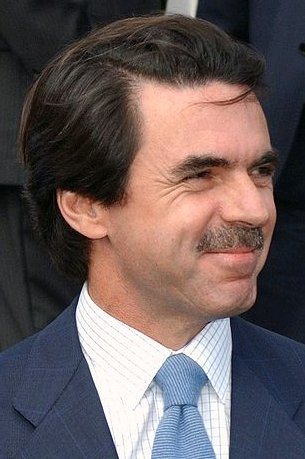
ESP José María Aznar, Presidente del Gobierno
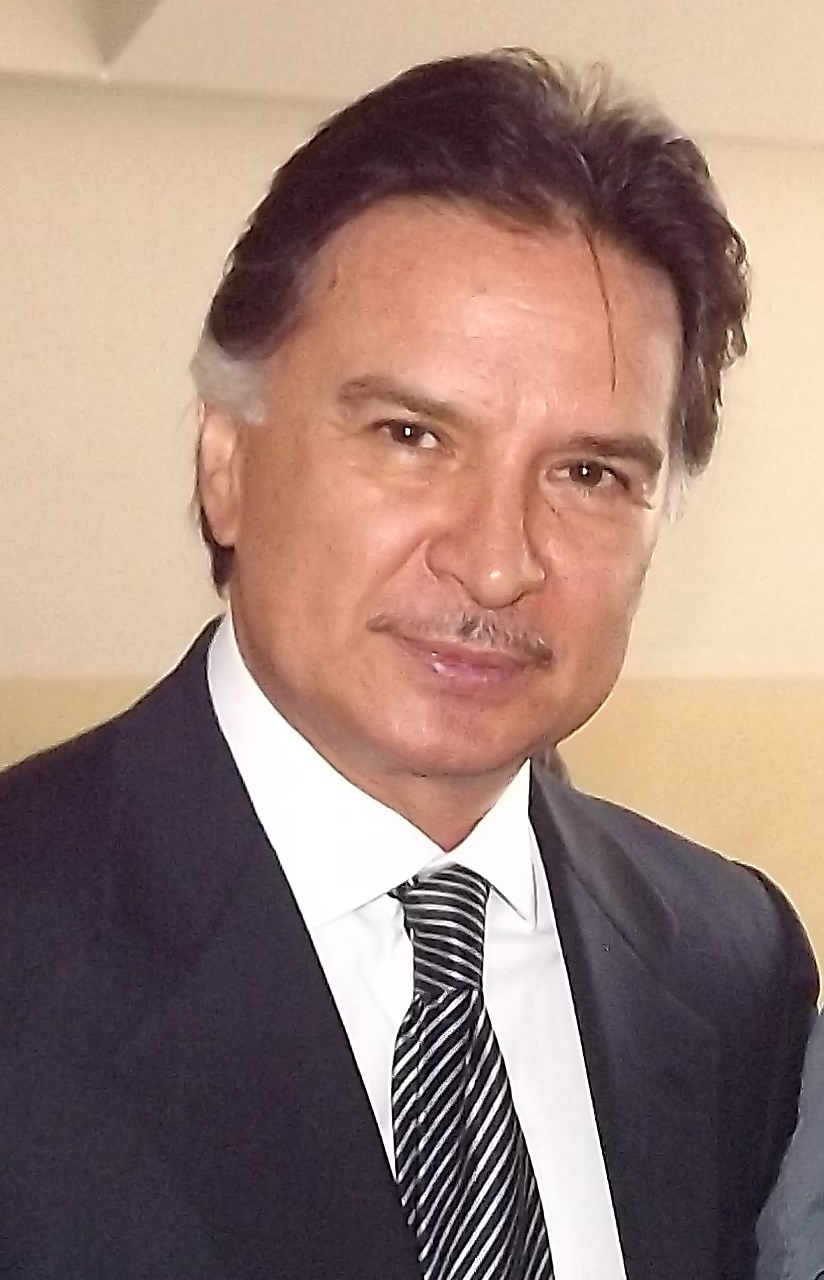
GTM Alfonso Portillo, Presidente
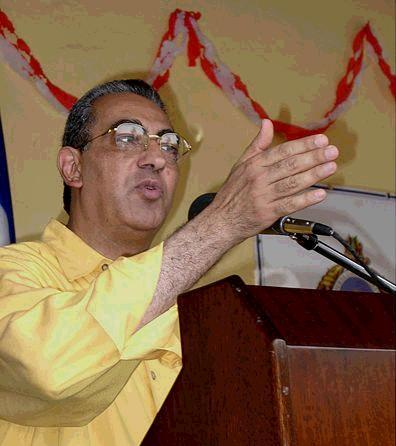
HON Carlos Flores Facussé, Presidente
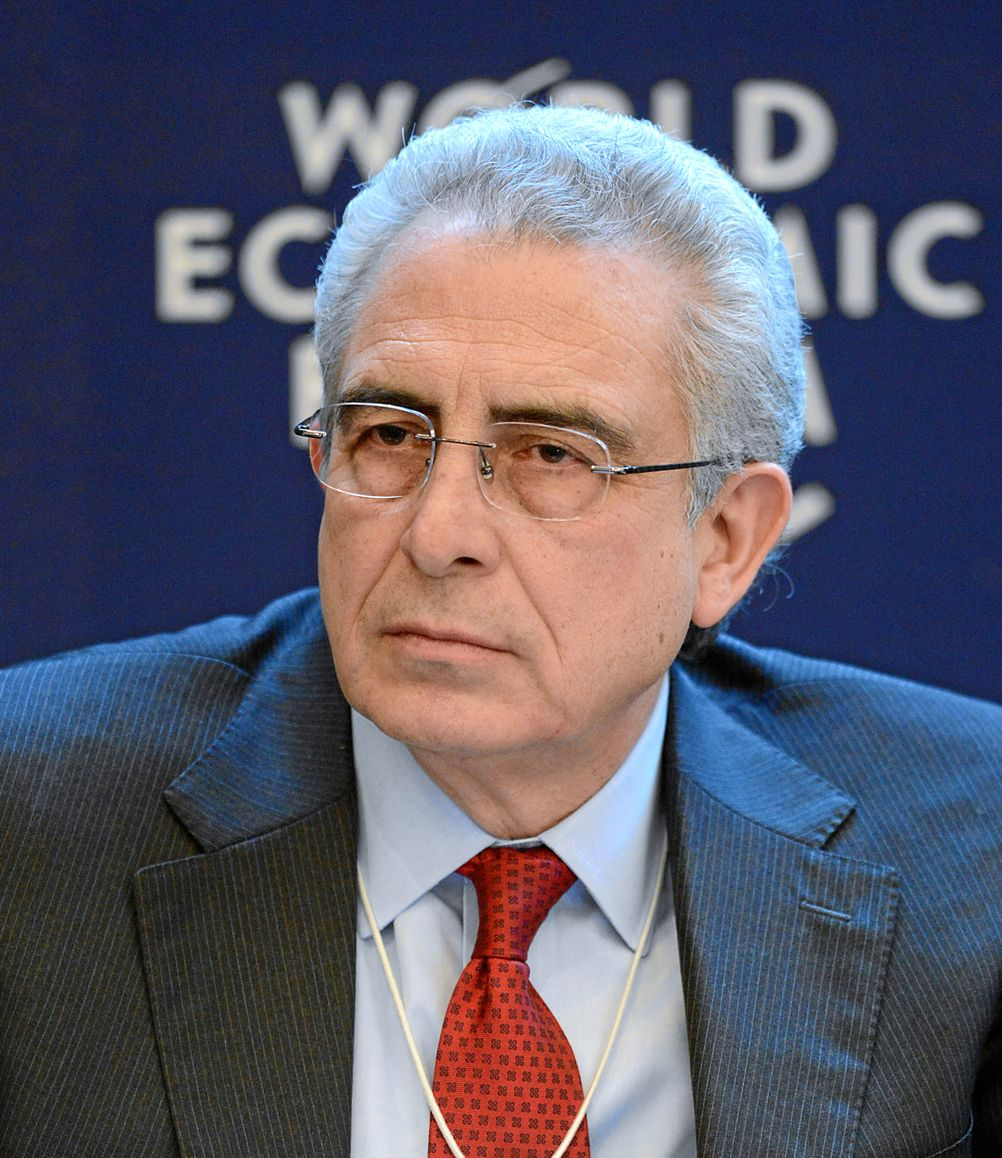
MEX Ernesto Zedillo Ponce de León, Presidente
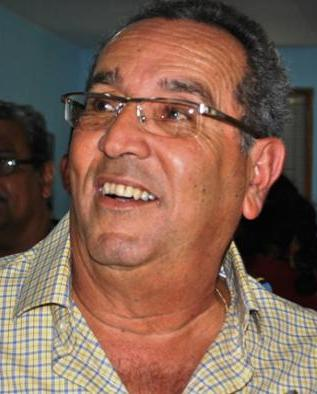
NIC Arnoldo Alemán, Presidente
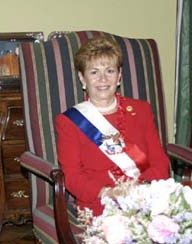
PAN Mireya Moscoso, Presidenta (anfitriona)
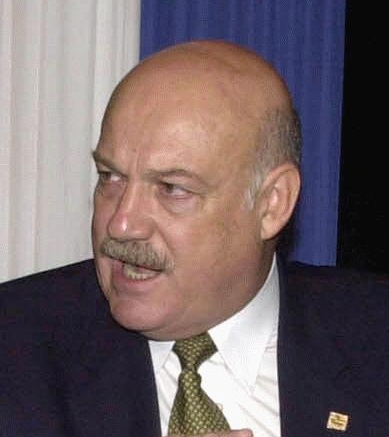
PAR Luis Ángel González Macchi, Presidente
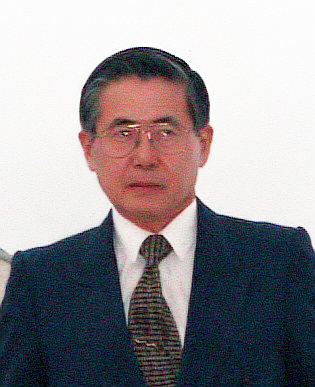
PER Alberto Fujimori, Presidente
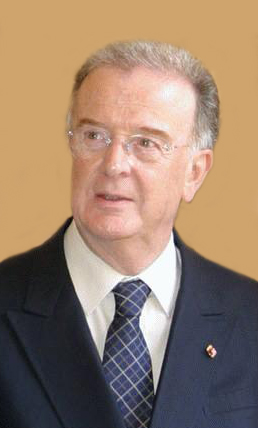
POR Jorge Sampaio, Presidente
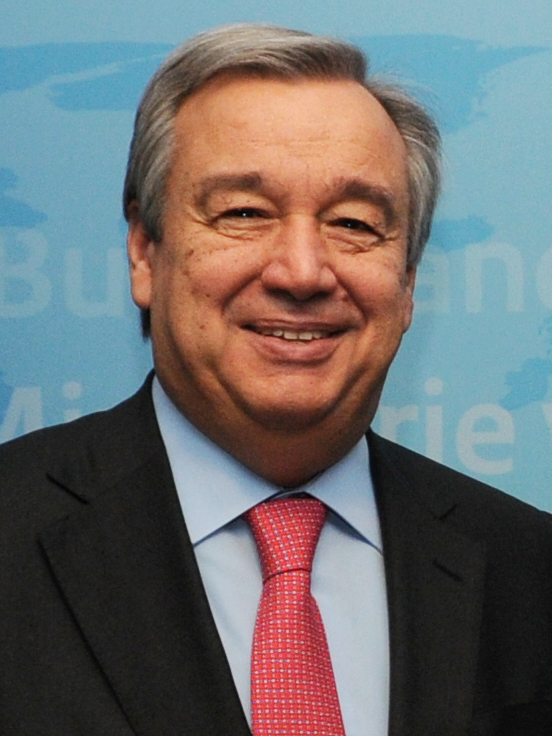
POR António Guterres, Primer Ministro
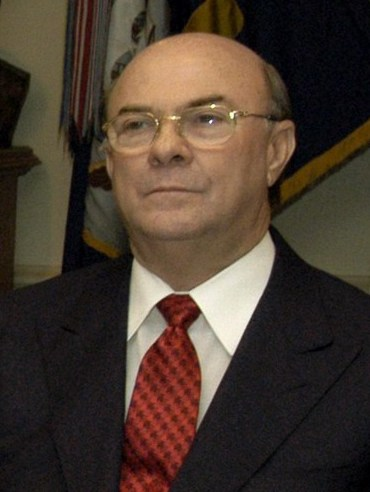
DOM Hipólito Mejía, Presidente
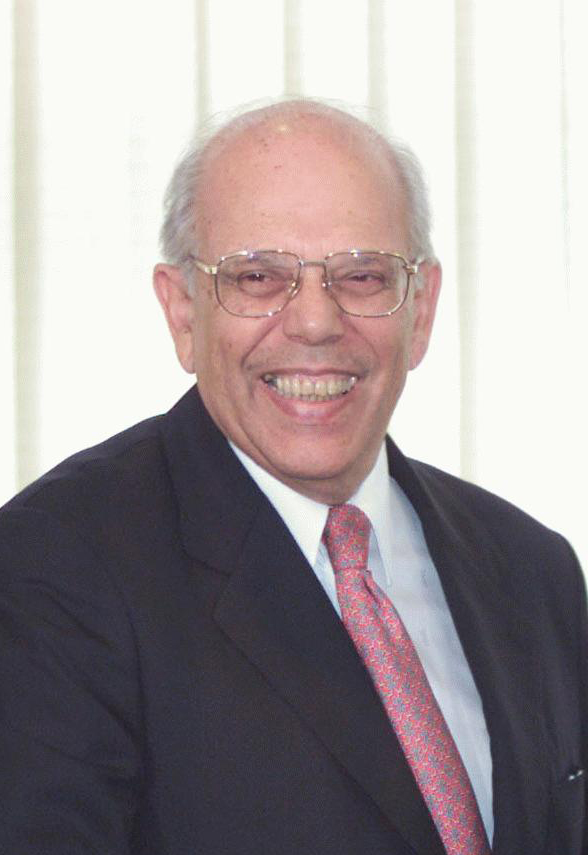
URU Jorge Batlle, Presidente
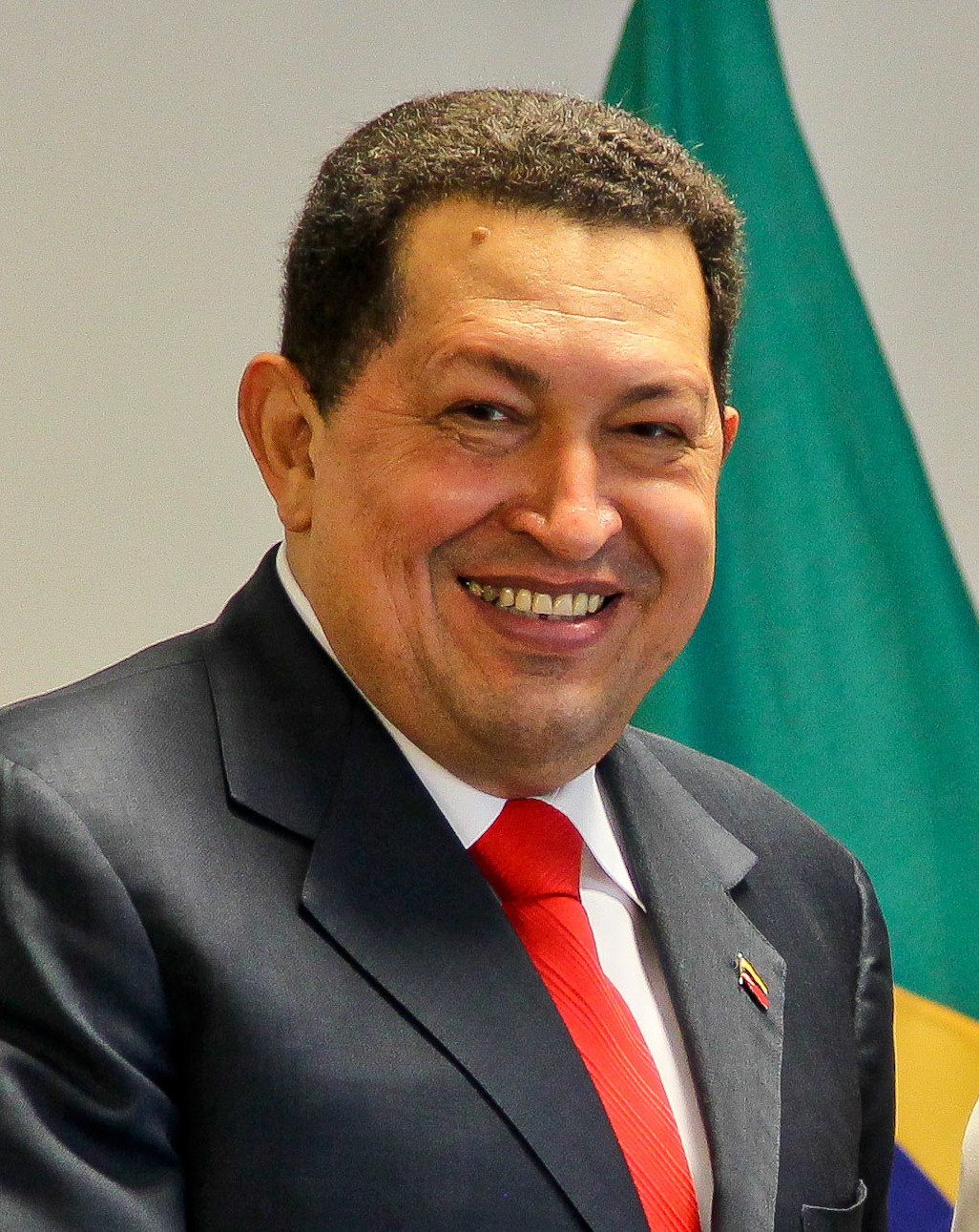
VEN Hugo Chavez, Presidente

- Argentina
Fernando de la Rúa, Presidente
- Bolivia
Hugo Banzer Suárez, Presidente
- Brasil
Fernando Henrique Cardoso, Presidente
- Chile
Ricardo Lagos, Presidente
- Colombia
Andrés Pastrana, Presidente
- Costa Rica
Miguel Ángel Rodríguez, Presidente
- Cuba
Fidel Castro, Presidente
- El Salvador
Francisco Flores, Presidente
- España
Juan Carlos I, Rey
- España
José María Aznar, Presidente del Gobierno
- Guatemala
Alfonso Portillo, Presidente
- Honduras
Carlos Flores Facussé, Presidente
- México
Ernesto Zedillo Ponce de León, Presidente
- Nicaragua
Arnoldo Alemán, Presidente
- Panamá
Mireya Moscoso, Presidenta
(anfitriona)
- Paraguay
Luis Ángel González Macchi, Presidente
- Perú
Alberto Fujimori, Presidente
- Portugal
Jorge Sampaio, Presidente
- Portugal
António Guterres, Primer Ministro
- República Dominicana
Hipólito Mejía, Presidente
- Uruguay
Jorge Batlle, Presidente
- Venezuela
Hugo Chavez, Presidente